# Riera de Sobirana

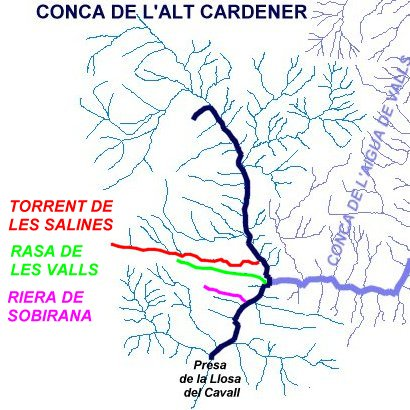
Mapa de la xarxa hidrogràfica de la conca de l'Alt Cardener on es veu la riera de Sobirana

La Riera de Sobirana és un torrent afluent per la dreta del Cardener a la Vall de Lord.

## Descripció
El torrent drena una curta i estreta vall, de direcció O-E, cisellada totalment sobre conglomerats. S'origina al coll del Tossal de Vall-llonga que uneix la carena nord d'aquest tossal amb els cingles de Malagana o Roques de Lord, a 1.130 msnm, deixant a ponent la capçalera de la Rasa de Torroella per on circula la carretera de Sant Serni del Grau a la Mola de Lord. La vall baixa encaixonada entre dits cingles, al nord, i la cresta de la Sobirana al sud, fins als 803 msnm on continua sota les aigües de l'embassament de la Llosa del Cavall. Abans de la construcció de l'embassament, la rasa seguia amb la mateixa direcció uns 200 metres més i posteriorment girava bruscament cap al sud, tallant perpendicularment la cresta de la Sobirana. Després de passar pels camps de conreus i prop de la masia de Vall-llonga, desguassava al Cardener als 730 msnm.
És una vall poc coneguda i salvatge. No té accessos fàcils des de les valls laterals degut a les quantioses crestes verticals que les separen. Aquestes crestes són continuació cap a ponent, de les de la regió dels Llengots que es veuen enfront mateix de la vall, a l'altra banda de l'embassament. Els mapes de l'ICC senyalen una pista forestal que creua la vall en tota la seva llargada: surt, a mà esquerra, de la carretera al Santuari de la Mare de Déu de Lord, just després d'haver passat el túnel de la Roca Foradada (42° 7′ 42.11″ N, 1° 34′ 26.92″ E / 42.1283639°N,1.5741444°E), puja fins al coll i baixa fins a tocar les aigües del pantà. Caldrà resseguir-la si es vol conèixer la vall. Antigament aquesta pista derivava de la que, procedent de la casa Vilasaló, menava a les masies de Vall-llonga i Sallort. Es prenia poc després de passat el pont de Vall-llonga, al peu del riu.
Tot el seu curs passa pel terme municipal de Guixers. Així mateix, tota la seva conca està integrada en el Pla d'Espais d'Interès Natural (PEIN) de la Generalitat de Catalunya i més concretament en l'espai Serres de Busa-Els Bastets-Lord

## El Clot de Sobirana: vegetació

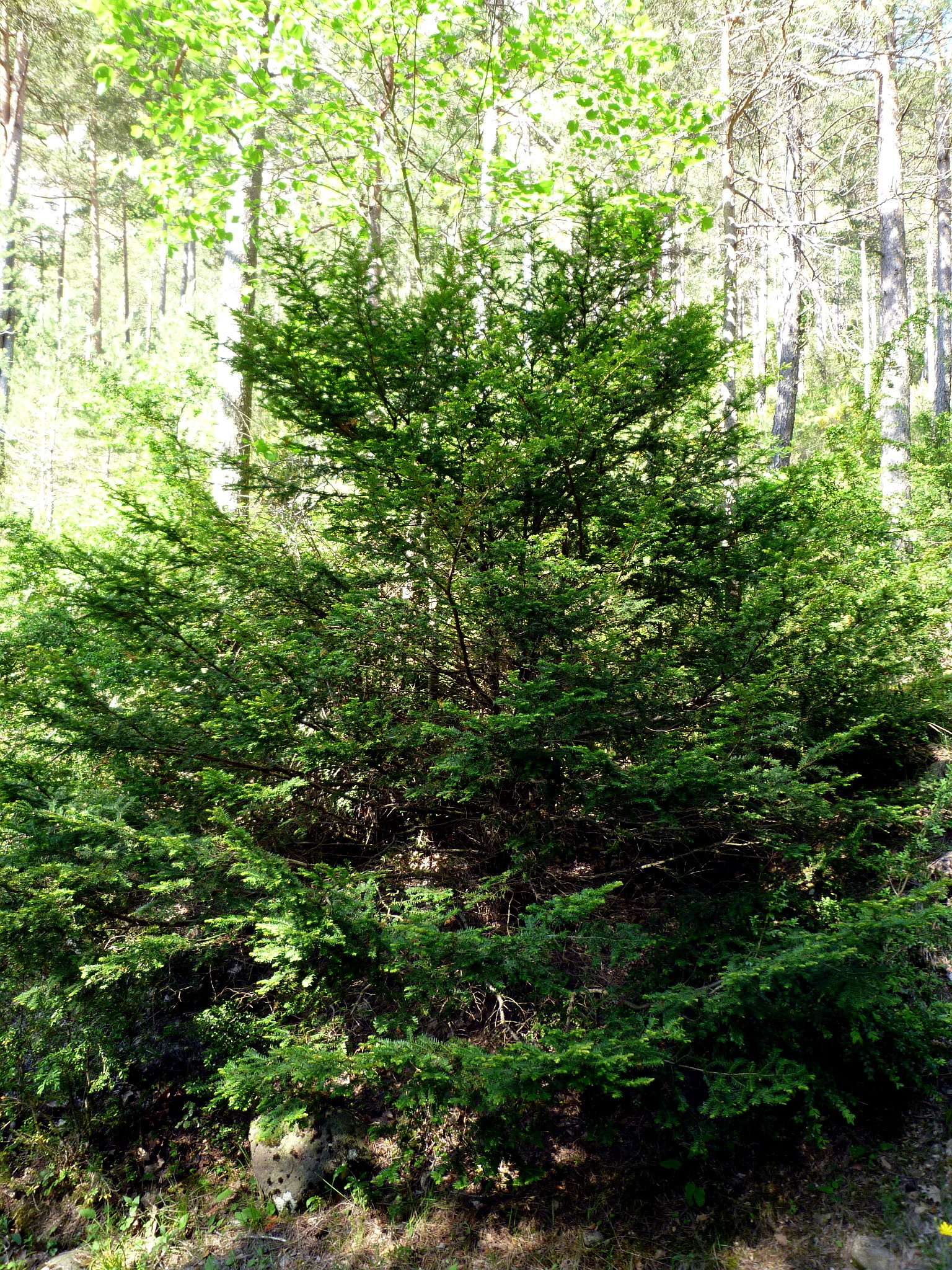
Exemplar de teix

De la pista forestal només en queda el nom i la cicatriu deixada sobre el terreny. Està tan erosionada i aixaragallada que més aviat sembla la llera d'una rasa, però permet avançar fàcilment per un sender bastant net de brolla i ben marcat fins al final de la vall, enmig d'un bosc quasi impenetrable a banda i banda.
No es troba cap font en tot el recorregut, de forma que la riera no porta aigua. Això no obstant, l'orientació O-E de la rasa afavoreix l'existència de llocs molt ombrívols al peu del vessant nord de l'elevada cresta de la Sobirana. La proximitat de l'embassament hi aporta molta humitat gràcies al fenomen de les freqüents boires que es formen per sobre les seves aigües.
La vegetació és rica i variada, amb predomini de l'esvelt pi rajolet (Pinus sylvestris) que creix en tots els indrets i forma el bosc principal. L'alzina (Quercus ilex) s'aferra als soleis i esquerdes de les Roques de Lord. El corner (Amelanchier ovalis) adorna amb les seves abundants flors blanques l'aridesa de les crestes rocoses, on també hi abunda el càdec (Juniperus oxycedrus).
A la part central de la rasa fins al seu final, on el sòl està més ben desenvolupat, s'hi acumula la major diversitat vegetal. Amb més o menys abundor hi viu: l'arç blanc (Crataegus monogyna), la blada (Acer opalus), l'avellaner (Corylus avellana), el cirerer (Prunus avium), el grèvol (Ilex aquifolium), el roure martinenc (Quercus pubescens), el boix (Buxus sempervirens), que forma verdaders bosquets molt desenvolupats al peu de la llera del torrent, etc. És rellevant, per poc usual en aquests indrets, la presència d'una nombrosa quantitat de teixos (Taxus baccata) que creixen de forma dispersa entre ells com és habitual.
L'orella d'os (Ramonda myconi) és sense cap dubte la reina de les flors de la vall. Molt abundant i en plena floració, la seva presència, aferrada a la part obaga de qualsevol roca, és un espectacle. No menys sorprenent, per desproporcionada, és la florida de la corona de rei (Saxifraga longifolia subsp. catalaunica), ocupant de les més mínimes esquerdes dels cingles.
L'arribada al recòndit indret on la riera desguassa a les aigües de la Llosa del Cavall compensa sobradament l'esforç de la baixada i el no menor de la inevitable pujada de retorn.

## Xarxa hidrogràfica

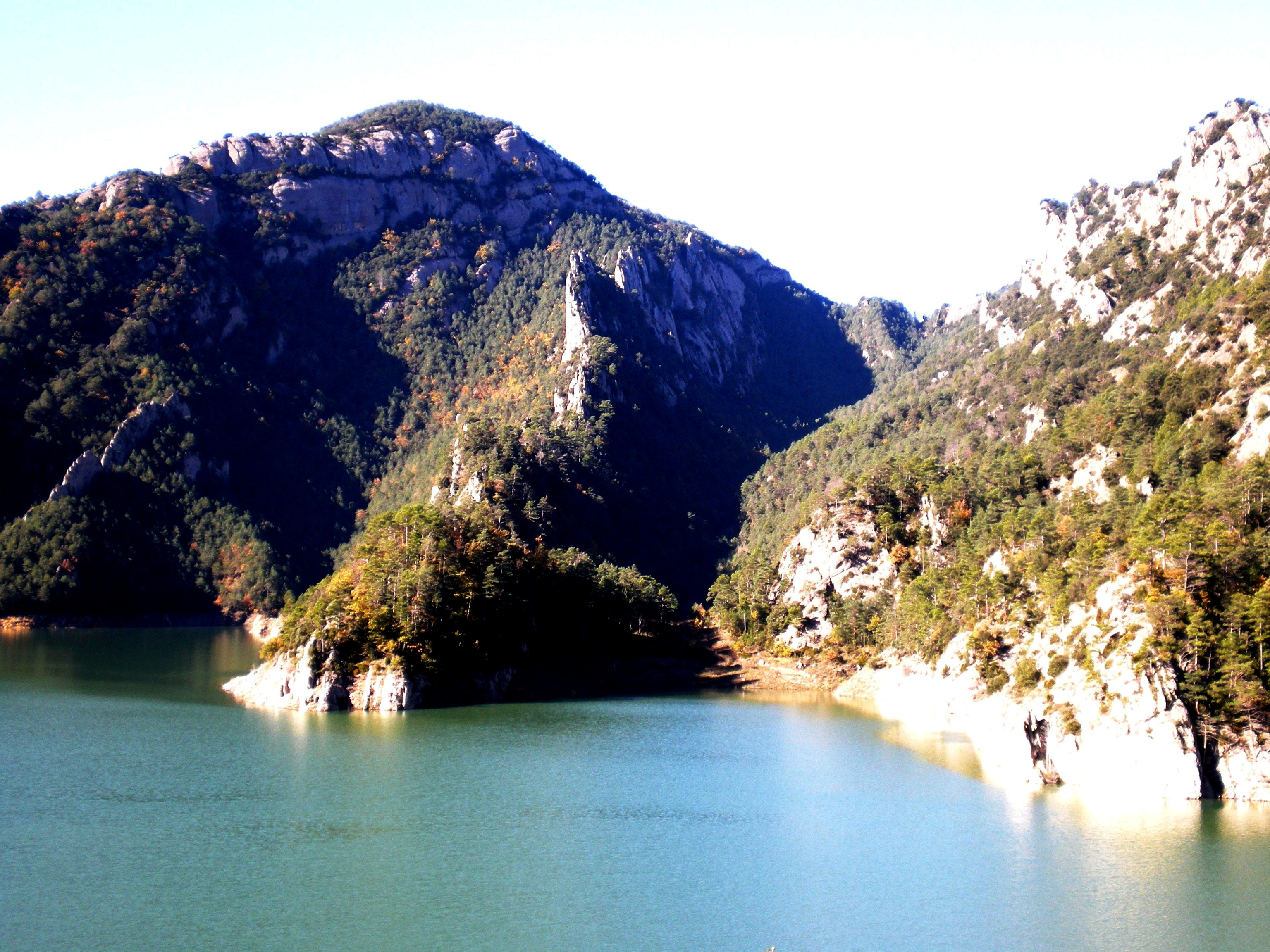
Al centre de la foto, la Sobirana; a la seva dreta, la vall de la riera

La xarxa hidrogràfica de la Riera de Sobirana està integrada per un total de 2 cursos fluvials. La totalitat de la xarxa suma una longitud de 2.319 m.
| Codi del corrent fluvial | Coordenades del seu origen                                  | longitud (en metres) |
| ------------------------ | ----------------------------------------------------------- | -------------------- |
| Riera de Sobirana        | 42° 7′ 35.32″ N, 1° 34′ 42.58″ E / 42.1264778°N,1.5784944°E | 2.005                |
| D1                       | 42° 7′ 31.60″ N, 1° 34′ 43.59″ E / 42.1254444°N,1.5787750°E | 314                  |

## Perfil del seu curs

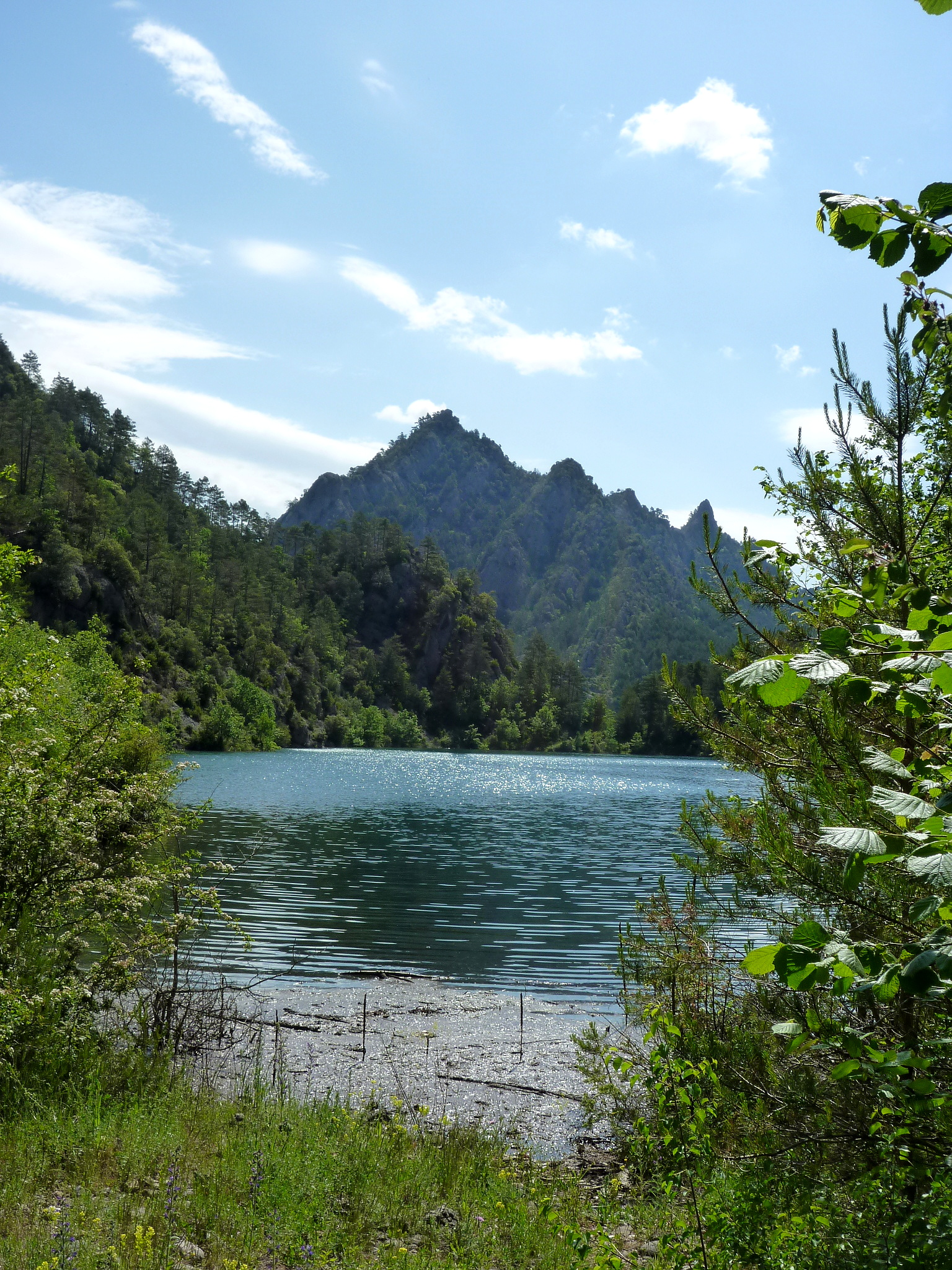
Lloc on la riera desemboca a les aigües del pantà

| Recorregut (en m.) | Altitud (en m.) | Pendent |
| ------------------ | --------------- | ------- |
| 0                  | 1.083           | -       |
| 250                | 1.010           | 29,2%   |
| 500                | 953             | 22,8%   |
| 750                | 910             | 17,2%   |
| 1.000              | 875             | 14,0%   |
| 1.250              | 825             | 20,0%   |
| 1.434              | 803             | 12,2%   |